# Volker Gläntzer
Volker Gläntzer (* 1947 in Wiesbaden) ist ein deutscher Volkskundler, Hausforscher und Denkmalpfleger.

## Wirken
Gläntzer wuchs in Wiesbaden auf und nahm nach dem Abitur ein Studium der Volkskunde, Germanistik und Geschichte an den Universitäten in Mainz und Münster (Westfalen) auf, das er 1978 mit einer Dissertation über „Ländliches Wohnen vor der Industrialisierung“ abschloss. Seit 1975 war er am Freilichtmuseen Museumsdorf Cloppenburg angestellt, wo er als „Ziehsohn“ von Helmut Ottenjann in der Inventarisation ländlicher Baudenkmale, vorwiegend im Artland bei Osnabrück wirkte. Anfang 1979 wechselte Gläntzer an das unter Hans-Herbert Möller neu gegründete Institut für Denkmalpflege in Hannover, das 1998 in das Niedersächsische Landesamt für Denkmalpflege (NLD) umgewandelt wurde. Dort war er zunächst in der Schnellerfassung an der Aufstellung der vom neuen Niedersächsischen Denkmalschutzgesetz geforderten Denkmalverzeichnisse beteiligt.
Gläntzer gilt als ausgewiesener Spezialist für das ländliche Bauen in Norddeutschland, das er Jahrzehnte lang in einem Netzwerk von Fachleuten und Institutionen erforschte und als Denkmalpfleger beriet. Personalnot im NLD führte dazu, dass er gegen Ende seiner Dienstzeit Aufgaben als Gebietsrefent in der praktischen Baudenkmalpflege übernehmen musste und 2007–2011 die Stadt Verden (Aller) und den Landkreis Verden betreute. 2012 übernahm er noch einmal Aufgaben der Inventarisierung im Artland, bevor er Ende 2012 in den Ruhestand ging.
Volker Gläntzer ist auch über seine Pensionierung hinaus ständiges Mitglied in der Fachgruppe Denkmalpflege des Niedersächsischen Heimatbunds und war zeitweise ihr Sprecher. Er arbeitete seit 1998 mit der Stiftung Kulturschatz Bauernhof und dem ostfriesischen Verein ANNO zusammen. Ferner ist er Mitglied des Arbeitskreises für Hausforschung (AHF) und der Interessengemeinschaft Bauernhaus (IGB), für die er Veranstaltungen durchführte. Er ist Mitglied der Gruppe „Hausforscher unterwegs“, die ihre Reise- und Forschungsergebnisse im Internet veröffentlicht.

## Schriften (Auswahl)
- Ländliches Wohnen in Deutschland um 1800 (= Beiträge zur Volkskultur in Nordwestdeutschland, Heft 12). Coppenrath, Münster 1980, ISBN 978-3-920192-51-2  (Digitalisat auf lwl.org, abgerufen am 19. November 2023). – Zugleich: Dissertation Universität Münster 1978 unter dem Titel Ländliches Wohnen vor der Industrialisierung.
- Aspekte zur Geschichte des Quakenbrücker Wohnhauses. In: Quakenbrück. Von der Grenzbefestung zum Gewerbezentrum. Zur 750-Jahr-Feier. Hrsg. Horst-Rüdiger Jarck. Stadt Quakenbrück, Quakenbrück 1985, S. 255–297.
- Die Bauernhausentwürfe des Georg Heinrich Borheck. Ein Beitrag zur Vorgeschichte der niedersächsischen Hausforschung. In: Wandel der Volkskultur in Europa. Festschrift für Günter Wiegelmann zum 60. Geburtstag. Hrsg. Nils-Arved Bringeus u. a. Münster 1988, Bd. 2 (Beiträge zur Volkskultur in Nordwestdeutschland, 60), S. 541–560.

- Kulturschatzinsel Bauernhof, einzigartiges Erbe im Weser-Ems-Gebiet. Cloppenburg 1996.
- Hausforschung in Niedersachsen. Strukturen, Schwerpunkte, Aufgaben. In: Volkskunde in Niedersachsen. Museumsdorf Cloppenburg, Cloppenburg 2002, ISBN 3-923675-89-5, S. 31–41.
- Bauernhöfe im Artland. In: Berichte zur Denkmalpflege in Niedersachsen, Jg. 37, 2017, Heft 2, S. 95–96.
- Ostfriesische Gulfhäuser. Natur und Kultur prägen eine Hausform. In: Niedersachsen, 2018, S. 35–40.

- mit Elisabeth Sieve: Bauernhöfe – gefährdet, verloren, gerettet. Beispiele aus dem Artland. In: Denkmalpflege Niedersachsen, Jg. 41, 2021, Heft 2, S. 49–55.

- Das Gulfhaus in Ost-Friesland – eine Innovation des 16. und 17. Jahrhunderts, In: Pamatki Archeologicke, Supplementum 15, Ruralia IV, S. 58–75. (Digitalisat auf ruralia2.ff.cuni.cz, abgerufen am 19. November 2023)